# Fête des Mayos (Galice)
Los Mayos (en galicien Os Maios) est le nom d'une fête populaire de Galice en Espagne qui fait partie du cycle de mai, une période d'exaltation de la nature au début du printemps, dont les origines remontent aux civilisations pré-romaines. 
La fête est généralement célébrée autour du 1er mai. Pendant les festivités, il y a des spectacles, des danses et des chants autour des Mayos, structures traditionnellement inspirées des figures d'arbres mais qui aujourd'hui prennent des formes plus variées, avec des décorations de fleurs, de feuilles et de fruits.

## Célébration
La fête des Mayos a lieu entre la fin avril et le début mai, bien que le cycle se déroule jusqu'au tout début de l'été, la nuit de la Saint-Jean. Dans la plupart des villes, elle est célébrée le 1er mai, bien qu'à Ourense, elle ait lieu le 3, jour de la Sainte-Croix, qui, dans la tradition chrétienne, représente l'arbre d'où proviennent la vie, la santé et la résurrection, comme le dit l'introduction de la célébration de la messe de ce jour.
Dans sa manifestation la plus courante, la fête consiste en diverses représentations autour d'un arbre ou d'une sculpture, appelée Maio ou Mayo, constituée d'un cadre ou d'un squelette de bâtons ou de planches de forme conique ou pyramidale, recouvert d'un grillage ou d'une toile de jute, qui est recouvert de mousse, de fenouil ou d'herbe. Le cadre est construit sur une plate-forme qui, en tant que brancard, permettait de transporter le Mayo dans les rues de la ville. Sur cette structure, différents motifs sont dessinés avec des fleurs, des feuilles, du fenouil, des fougères, des galles, des fruits ou même des œufs, comme matériaux les plus courants. Le sommet est terminé ou "couronné" par une croix. Aujourd'hui, l'imagination populaire construit aussi des Mayos avec les figures les plus variées : ponts, greniers à grains, calvaires, maisons, animaux, figures humaines, etc. Dans les villes côtières, comme à Marín, les Mayos sont également fabriqués en forme de bateau.

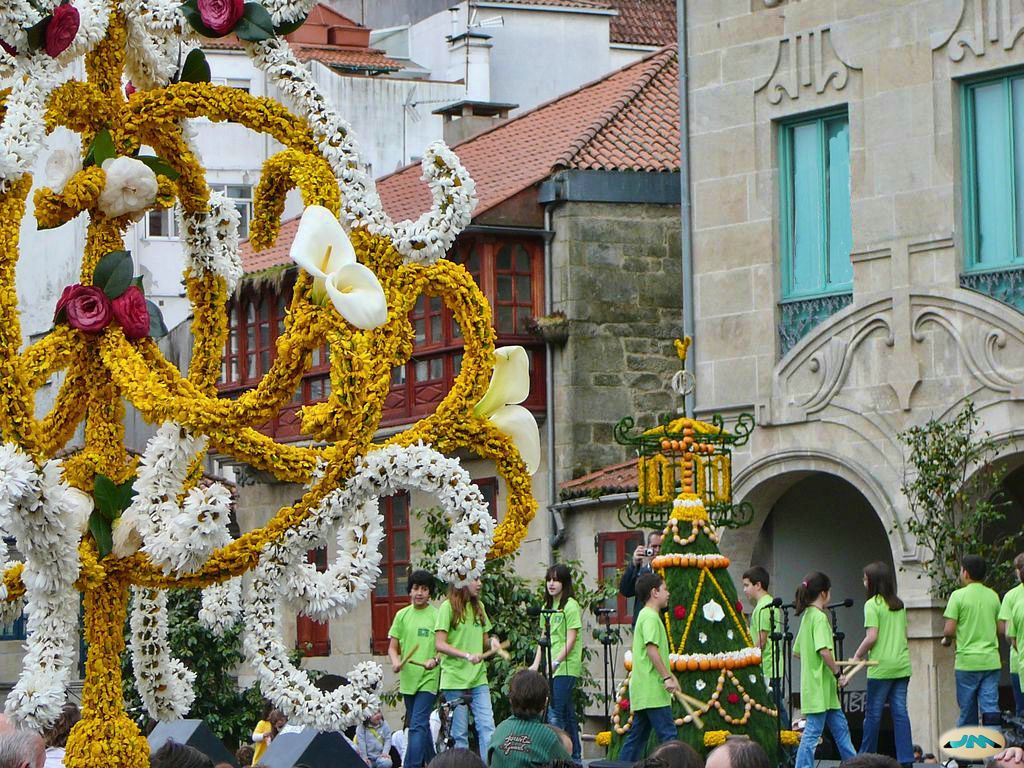
Mayo à Pontevedra
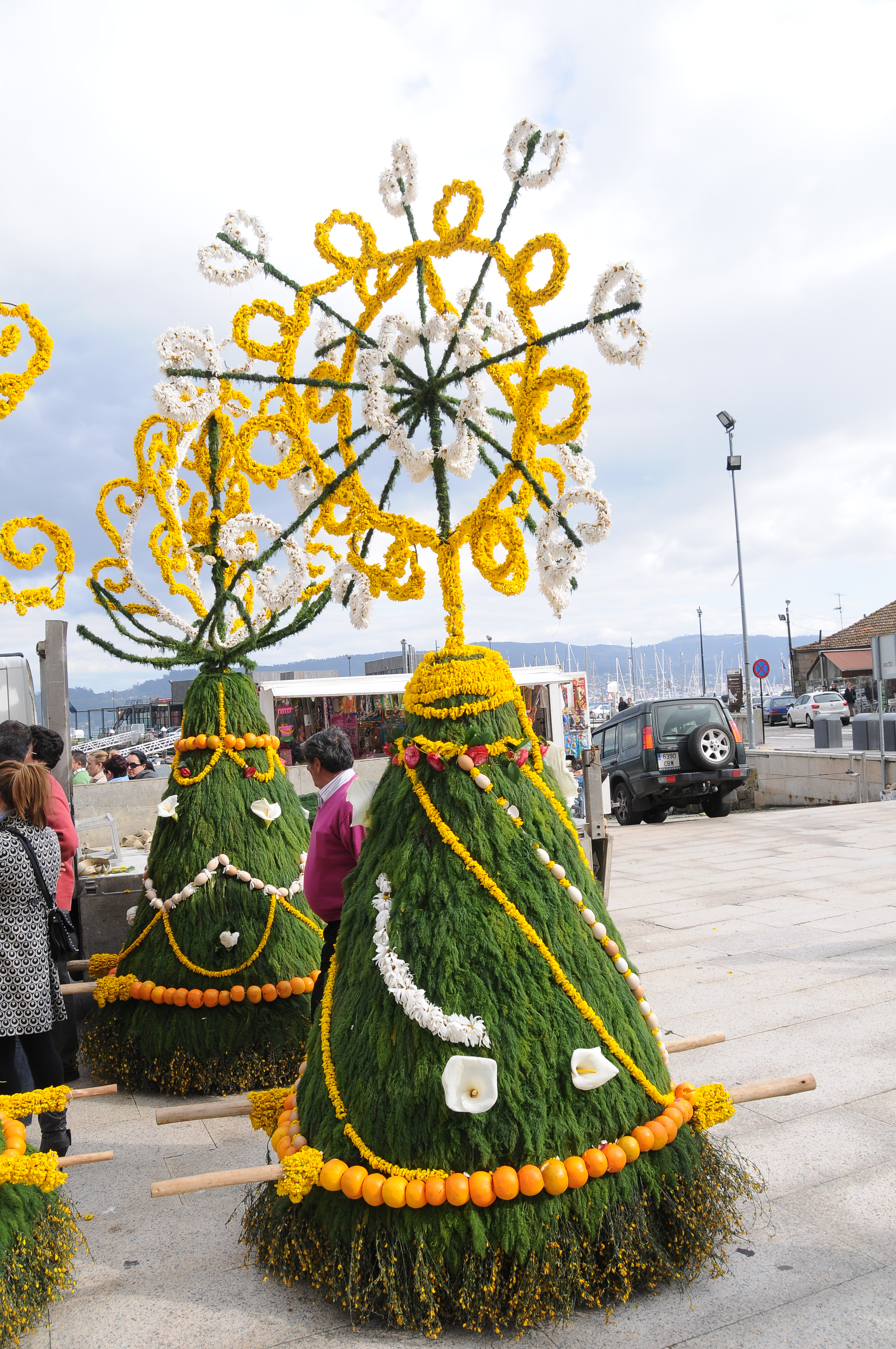
Maios à Combarro Poio
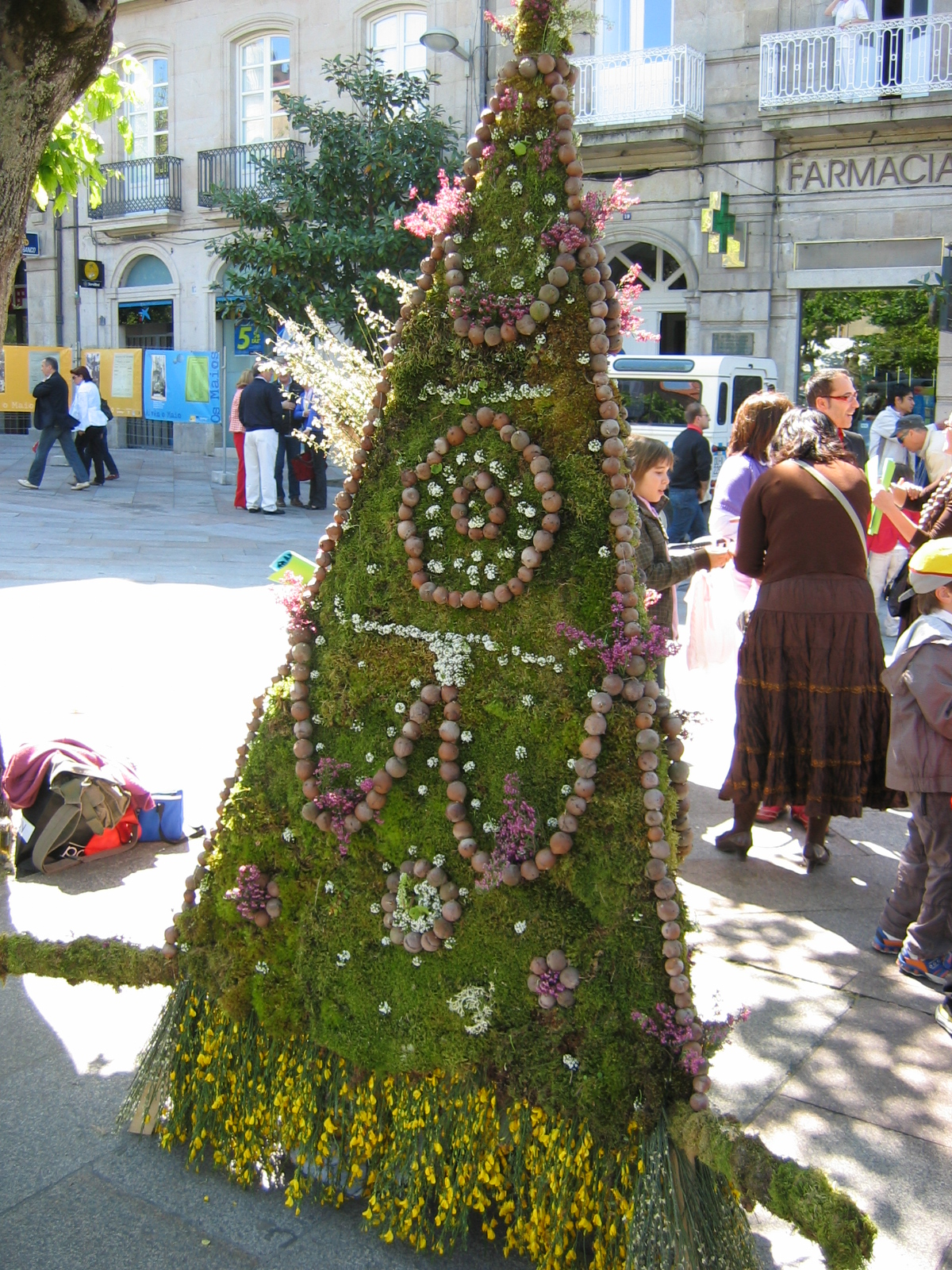
Mayo traditionnel Ourense.
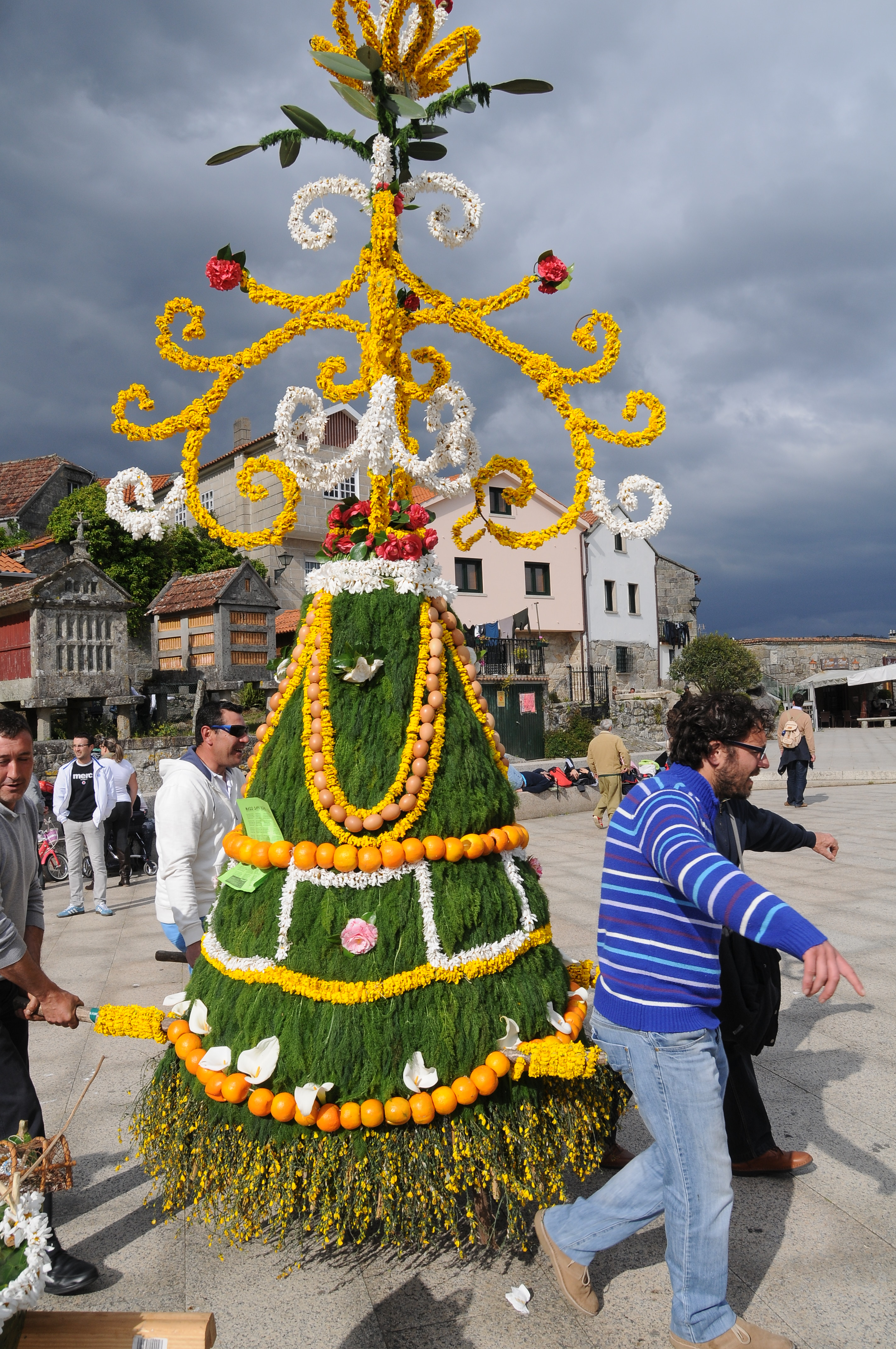
Mayos à Combarro Poio
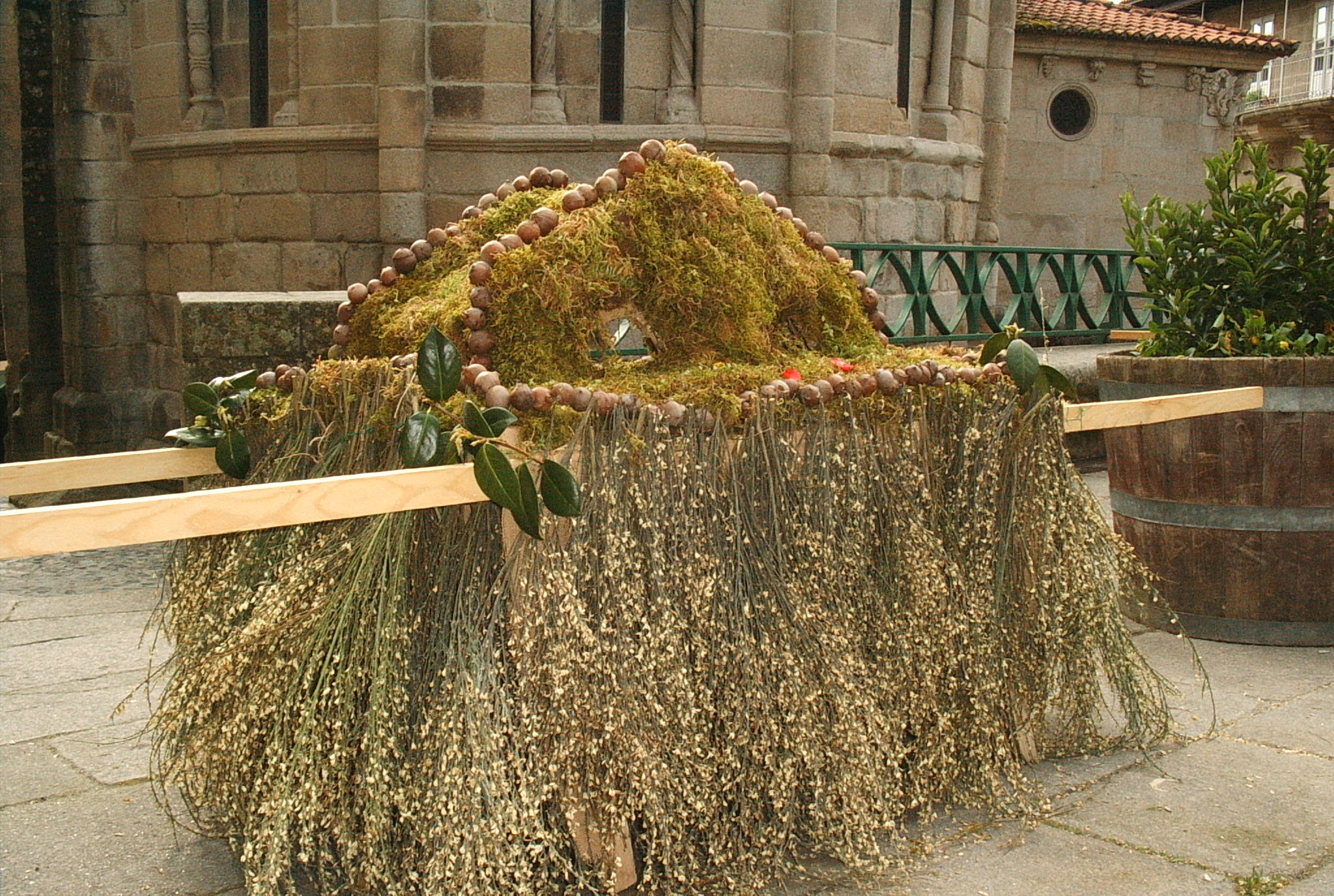
Mayo en forme de pont

Il existe également la coutume de placer des branches de gênet à balais (appelées aussi, pour cette raison, Mayos) sur les portes de la maison et de l'écurie, sur les fenêtres, les voitures, les fermes et les bateaux, et actuellement sur les voitures, le soir du dernier jour d'avril, afin que le mois de mai protège la maison, les personnes qui y vivent et leurs biens. D'autres ethnographes le rapportent au rituel qui consiste à "allumer les propriétés rustiques" dans la nuit du 30 ou 29 avril, afin de protéger les champs et de commencer le mois de mai libres de tout mal.

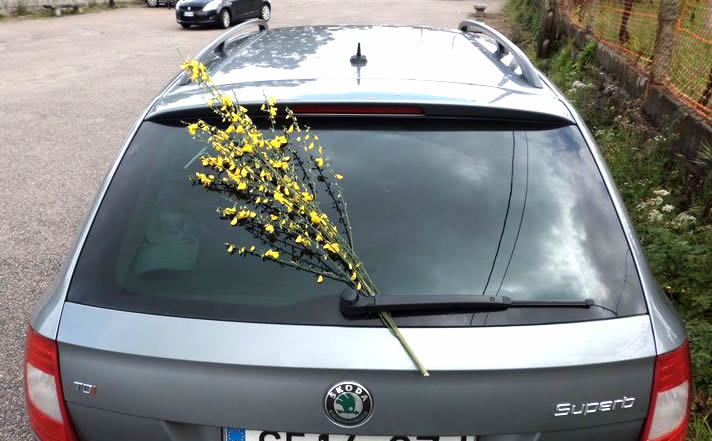
Le gênet à balais sur une automobile.

Accompagnant les Mayos, il y a des groupes de personnes, souvent des filles ou des garçons déguisés - également appelés Mayas et Mayos - ornés de fleurs, de feuilles ou de branches et d'une couronne de fleurs, qui dansent et chantent des chansons populaires ou "cantigas", parfois en dialogue, en se promenant autour de la sculpture, accompagnés par la percussion de deux bâtons. Il est habituel de demander une gratification aux assistants. Il est d'usage de faire des concours, récompensant les meilleures sculptures et les meilleures chansons.
Il y avait deux types de chants autour des Mayos. Les compositions traditionnelles sont rares (elles ne survivent qu'à Portomarín et Lourenzá), et sont apprises et répétées année après année. Plus courants sont les textes qui ont été rédigés pour chaque année, recueillant l'actualité et, de plus en plus, la critique politique.
Ces chants sont imprimés sur des feuilles séparées qui sont vendues aux participants. Le musée de Pontevedra et la bibliothèque Ben-Cho-Shey (dans le députation d'Orense) conservent de vastes collections de ceux qui ont été chantés au cours du XXe siècle. Dans certains d'entre eux, on peut voir les effets de la censure qui a barré ou modifié les textes que l'autorité du moment jugeait inappropriés.

## Origine
La célébration des festivités de mai est courante dans de nombreuses autres régions d'Espagne et d'Europe, où il existe des variantes similaires de la même fête. Son origine est nécessairement liée à la manipulation de la nature par l'homme ; en ce sens, elle pourrait bien remonter à la période magdalénienne, avec l'apparition des premiers rituels associés à la récolte, ou au néolithique, avec la consolidation de l'agriculture et des modes de vie sédentaires.

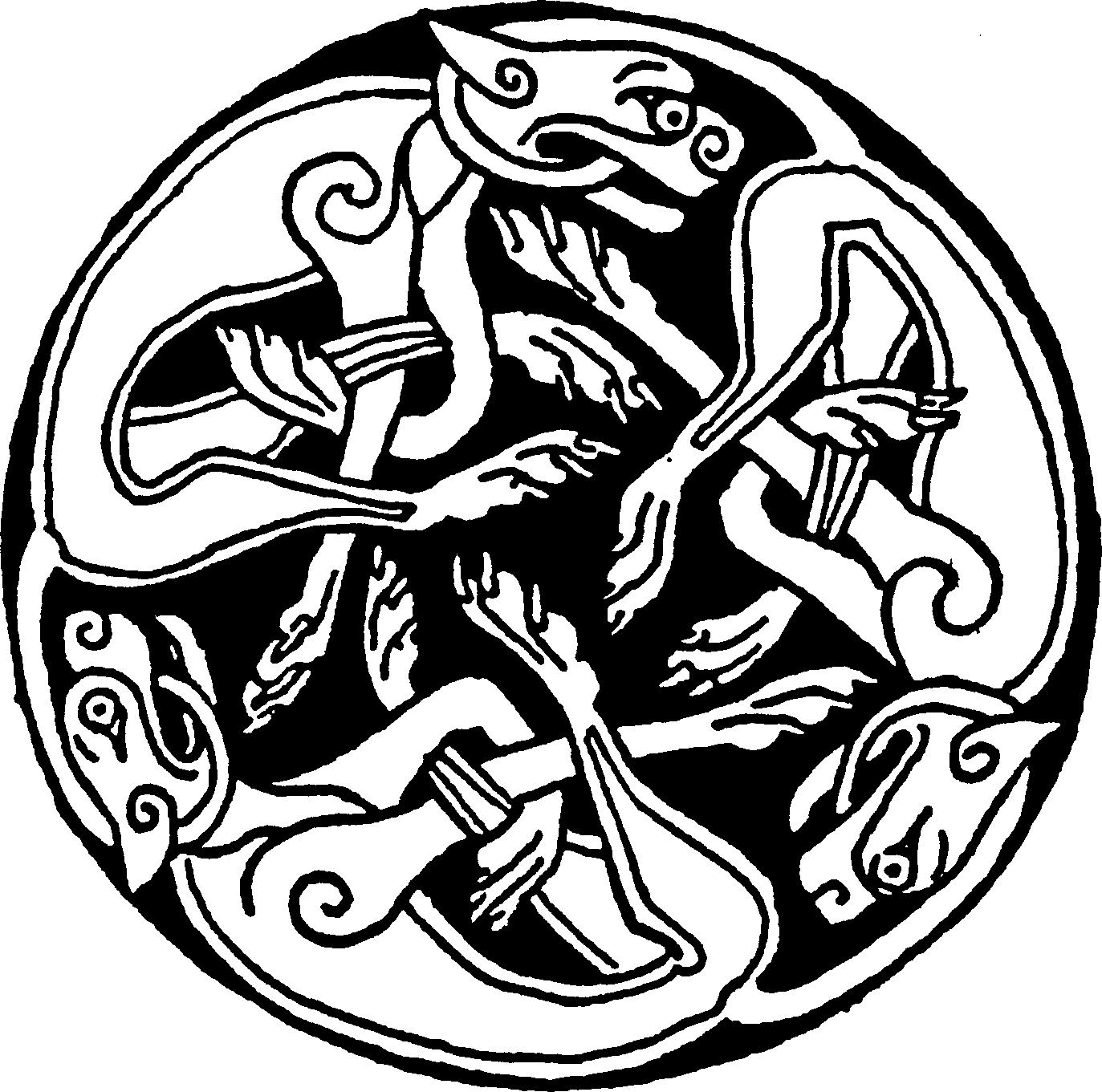
Beltaine.

Les origines des festivités actuelles remontent aux manifestations spécifiques des civilisations romaines et pré-romaines. La fête celtique de Beltaine marquait le début de l'été pastoral, lorsque les troupeaux de bétail étaient amenés dans les estives et les alpages. D'où le culte des phénomènes terrestres : la terre, la mer et l'air. L'une des principales activités de la festivité consistait à allumer des torches dans les montagnes et les collines avec des rituels et des significations politiques. 
La tradition était présente à Rome, parmi le culte de nombreux dieux. Les Romains ont également assimilé cette tradition en l'honneur de l'arrivée du printemps et des premières fleurs de l'année, le jour qui correspond à l'actuel 1er mai. Et chaque colonie romaine avait, en plus des dieux officiels, les populations autochtones elles-mêmes. 
En Hispanie, on vénérait la déesse Bona Dea, qui n'était autre que la déesse de la fertilité Maia ou Faune dans la mythologie romaine, avec laquelle on célébrait l'arrivée du printemps dans une fête qui s'appelait Floralia. Cette tradition a certainement subi des variations avec l'arrivée de la civilisation arabe dans les champs de Castille, comme la manifestation dans les chants ou les rondes à la personne aimée. 
Enfin, le christianisme a assimilé une multitude de festivals païens professés avant son apparition en festivals religieux, ceci étant un exemple clair : la plupart d'entre eux sont devenus des fêtes en l'honneur de la Vierge Marie.